# Virginie Efira
Virginie Efira (* 5. května 1977 Schaerbeek) je belgicko-francouzská herečka a moderátorka. Francouzské občanství získala v roce 2016.

## Životopis
Na konci 90. let začala moderovat televizní pořady na belgické televizní stanici RTL. Svou první hlavní roli získala v roce 2013 v romantické komedii 20 ans d’écart. Následně se objevila v kritiky oceňovaném komediálním dramatu Viktorie, za nějž získala cenu Magritte pro nejlepší herečku a také nominaci na Césara pro nejlepší herečku. Poté se objevila v psychologickém thrilleru Paula Verhoevena Elle (2016), dramatu Un amour impossible (2018), komediálním dramatu Sybil (2019) a černé komedii Sbohem, blbci! (2020). V roce 2021 ztvárnila titulní roli v dramatu Benedetta. 
V letech 2002 až 2009 byla provdána za belgického herce Patricka Ridremonta, pár se rozešel již v roce 2005, ale o rozvod oficiálně požádal až v roce 2009. V letech 2013 až 2014 byla zasnoubena s francouzským režisérem Mabroukem El Mechrim, s nímž má dceru Ali. Od roku 2018 je jejím partnerem francouzsko-kanadský herec Niels Schneider.

## Filmografie
| Rok  | Název                      | Role                         | Poznámky |
| ---- | -------------------------- | ---------------------------- | --- |
| 2005 | Africains poids-moyens     | Vickie Marie                 | krátký film |
| 2009 | Baroni                     | umělkyně                     | |
| 2010 | Zabijte mě, prosím         | inspektorka Evrardová        | Nominace – Cena Magritte pro nejlepší herečku ve vedlejší roli                                                                       |
| 2010 | Le Siffleur                | Candice                      | |
| 2010 | L'amour c'est mieux à deux | Angèle                       | |
| 2011 | Životní šance              | Joanna Sorini                | Cena filmového festivalu Monte-Carlo – nejlepší herečka                                                                              |
| 2011 | Mon pire cauchemar         | Julie                        | |
| 2012 | Hénaut Président           | ona sama                     | |
| 2013 | Cookie                     | Delphine                     | |
| 2013 | 20 ans d’écart             | Alice Lantins                | |
| 2013 | Les Invincibles            | Caroline                     | |
| 2013 | En solitaire               | Marie Drevil                 | |
| 2013 | Dead Man Talking           | Élisabeth Lacroix            | |
| 2015 | Rodina k pronájmu          | Violette                     | |
| 2015 | Le goût des merveilles     | Louise                       | |
| 2015 | Caprice                    | Alicia                       | |
| 2016 | Za láskou vzhůru           | Diane                        | Nominace — Globes de Cristal pro nejlepší herečku                                                                                    |
| 2016 | Elle                       | Rebecca                      | Nominace – Cena Magritte za nejlepší herečku ve vedlejší roli                                                                        |
| 2016 | Viktorie                   | Viktorie                     | Cena Magritte pro nejlepší herečku Nominace — César pro nejlepší herečku Nominace — Prix Lumières pro nejlepší herečku               |
| 2016 | Et ta sœur                 | Marie                        | |
| 2017 | Pris de court              | Nathalie                     | |
| 2018 | Utop se, nebo plav         | Delphine                     | Nominace – César pro nejlepší herečku ve vedlejší roli                                                                               |
| 2018 | Un amour impossible        | Rachel                       | Nominace — César pro nejlepší herečku Nominace — Globe de Cristal pro nejlepší herečku Nominace — Prix Lumières pro nejlepší herečku |
| 2018 | Continuer                  | Sybille                      | |
| 2019 | Sybil                      | Sibyl                        | |
| 2020 | Noční směna                | Virginie                     | |
| 2020 | Sbohem, blbci!             | Suze Trappet                 | Nominace — César pro nejlepší herečku Nominace — Prix Lumières pro nejlepší herečku                                                  |
| 2021 | Benedetta                  | Benedetta Carlini            | Nominace — César pro nejlepší herečku Nominace – Cena Magritte za nejlepší herečku                                                   |
| 2021 | Madeleine Collins          | Judith                       | |
| 2021 | Lui                        | manželka                     | |
| 2022 | Znovu Paříž                | Mia                          | Vítězství — César pro nejlepší herečku                                                                                               |
| 2022 | En attendant Bojangles     | Camille                      | |
| 2022 | Don Juan                   | Julie                        | |
| 2022 | Děti těch druhých          | Rachel                       | Nominace — Prix Lumières pro nejlepší herečku                                                                                        |
| 2022 | Le rite                    | Anne                         | krátkometrážní film |
| 2023 | Jen my dva                 | Blanche Renard / Rose Renard | |